# Rebolledillo de la Orden
Rebolledillo de la Orden es una entidad local menor del municipio de Sotresgudo, en la comarca Odra-Pisuerga de la provincia de Burgos, en la comunidad autónoma de Castilla y León (España).

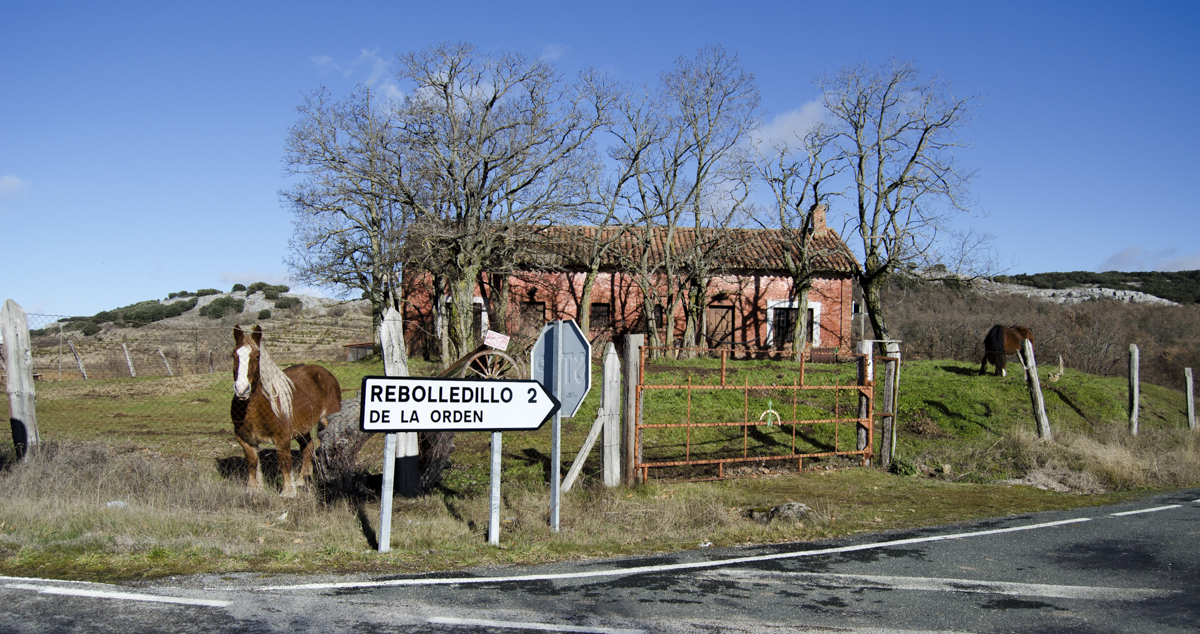
Desvío a Rebolledillo de la Orden en la carretera de Alar del Rey a Sotresgudo

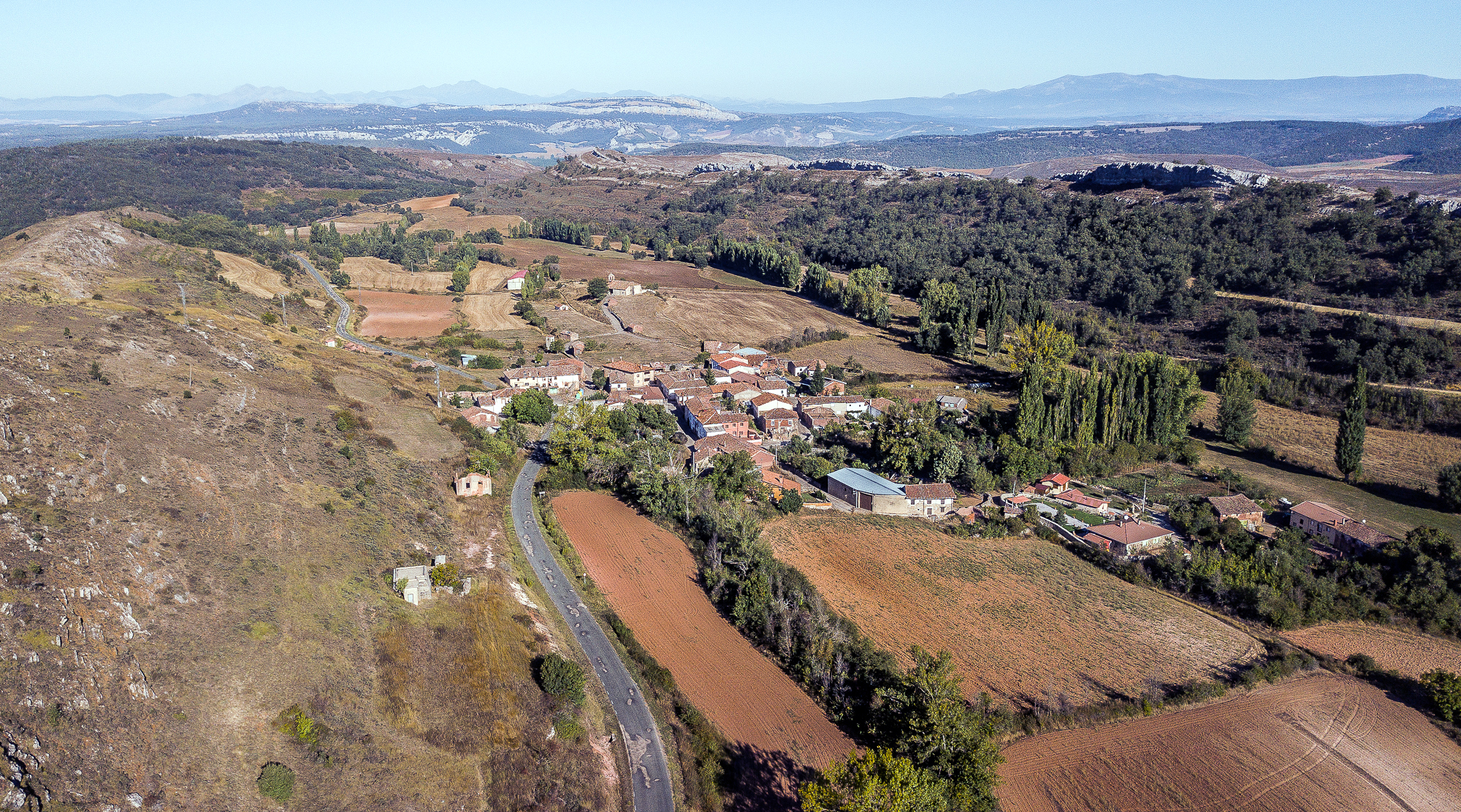
Vista aérea desde el este del pueblo.

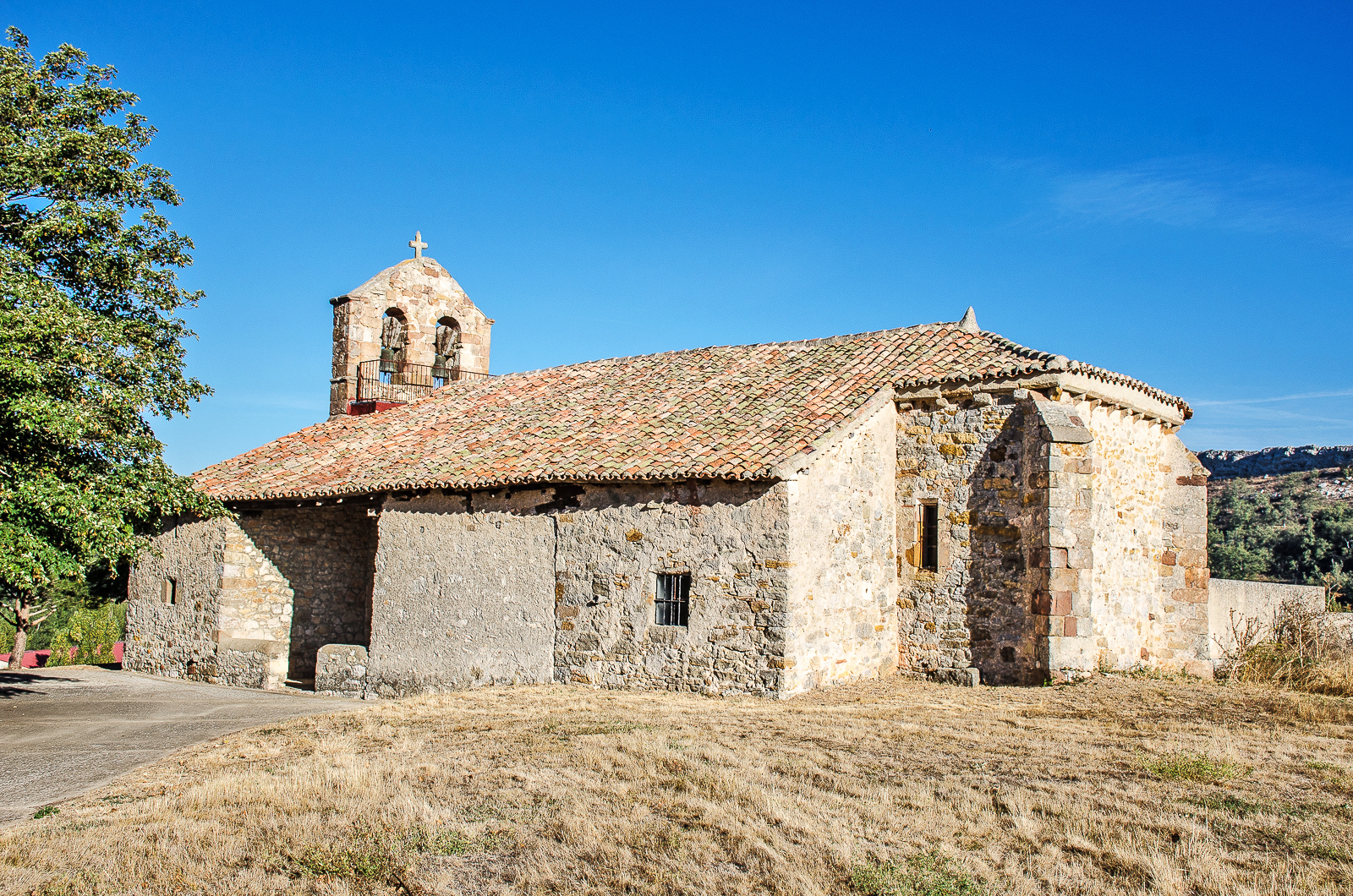
Iglesia de San Juan Bautista.

## Datos básicos
- Entidad Local Menor, cuyo alcalde pedáneo es Juan Ramón Cuevas Fernández, del Partido Popular.
- En 2024 contaba 16 con habitantes.
- Sus fiestas mayores se celebran durante el tercer fin de semana agosto.
- Gentilicio: Raposo/a
- Página web de Rebolledillo: http://rebolledillo.es/index.php
- Sus coordenadas son 42°39′57″ N 4°15′30″ O

## Localización
Situado 13 km al noroeste de la capital del municipio, Sotresgudo, con acceso por camino desde la carretera BU-610 que comunica con Alar del Rey, junto a Villela ya en la vertiente sur de Peña Amaya. Linda con la provincia de Palencia

## Historia
En su término esta constatada la presencia de un castro prerromano atribuido a los Cántabros
Lugar que formaba parte de la comarca de Cuadrilla de Amaya en el partido de Villadiego, uno de los catorce que formaban la Intendencia de Burgos, durante el periodo comprendido entre 1785 y 1833, en el Censo de Floridablanca de 1787, jurisdicción de señorío siendo su titular el duque de Frías, alcalde pedáneo.
Antiguo municipio, denominado Rebolledillo en la región de Castilla la Vieja, partido de Villadiego código INE-095115. En el censo de la matrícula catastral contaba com 15 hogares y 40 vecinos.
Entre el censo de 1857 y el anterior, 1847, este municipio desaparece porque se integra en el municipio de Cuevas de Amaya, código 09118.

## Patrimonio arquitectónico
Iglesia de San Juan BautistaDe una nave con arcos y nervios de piedra en la cabecera, sencillos, y los demás de yeso. Ábside rectangular. Contrafuertes en las esquinas y canes rústicos en alero. Portada sencilla con arco de medio punto co impostas. Bajo pórtico abierto. Espadaña rematada con una cruz, con dos huecos y dos campanas. De su original románico quedan pocas trazas.
Ermita de Nuestra Señora del Domo DavidEn ruinas. De mampostería, con elementos de sillería. Materiales: caliza gris y blanca, arenisca y toba. Ábside semicircular. Una nave. Portada. Quedan la jamba oriental y las dos primeras dovelas de un arco de medio punto. Saetera. Tuvo un techado a dos aguas, del que queda una parte en la cabecera. Ventanal en el muro sur. Portada occidental de 1664, con arco de medio punto, grandes dovelas e impostas barrocas.
Casa del ConcejoActualmente se usa esporádicamente para celebrar la misa en días fríos.
Escudos de piedra en algunas fachadas.
Fuente vieja.
Fuente del siglo XIXFuente y abrevadero con monolito cilíndrico y piedra circular. Pilón anejo de sillería. Más abajo lavaderos a dos niveles, el de más abajo de lavado y el de arriba de aclarado.